# Aeshna clepsydra
Aeshna clepsydra е вид водно конче от семейство Aeshnidae. Видът е незастрашен от изчезване.

## Разпространение
Разпространен е в Канада (Квебек, Нова Скотия и Онтарио) и САЩ (Айова, Илинойс, Индиана, Кънектикът, Масачузетс, Мейн, Мичиган, Ню Джърси, Ню Йорк, Ню Хампшър, Охайо, Пенсилвания, Род Айлънд и Уисконсин).

## Описание
Популацията на вида е стабилна.